# Premio Amanda 1989
La V edizione del premio cinematografico norvegese premio Amanda (Amanda Awards in inglese) si tenne nel 1989.

## Vincitori
- Miglior film - For harde livet
- Miglior attore - Reidar Sørensen (per Himmelplaneten )
- Miglior attrice - Amanda Ooms (per Karachi )
- Miglior documentario - For harde livet
- Miglior film straniero - Bagdad Café
- Miglior film per bambini - Frida - med hjertet i hånden
- Premio onorario - Erik Diesen e Erik Borge